# 盖尔语复兴

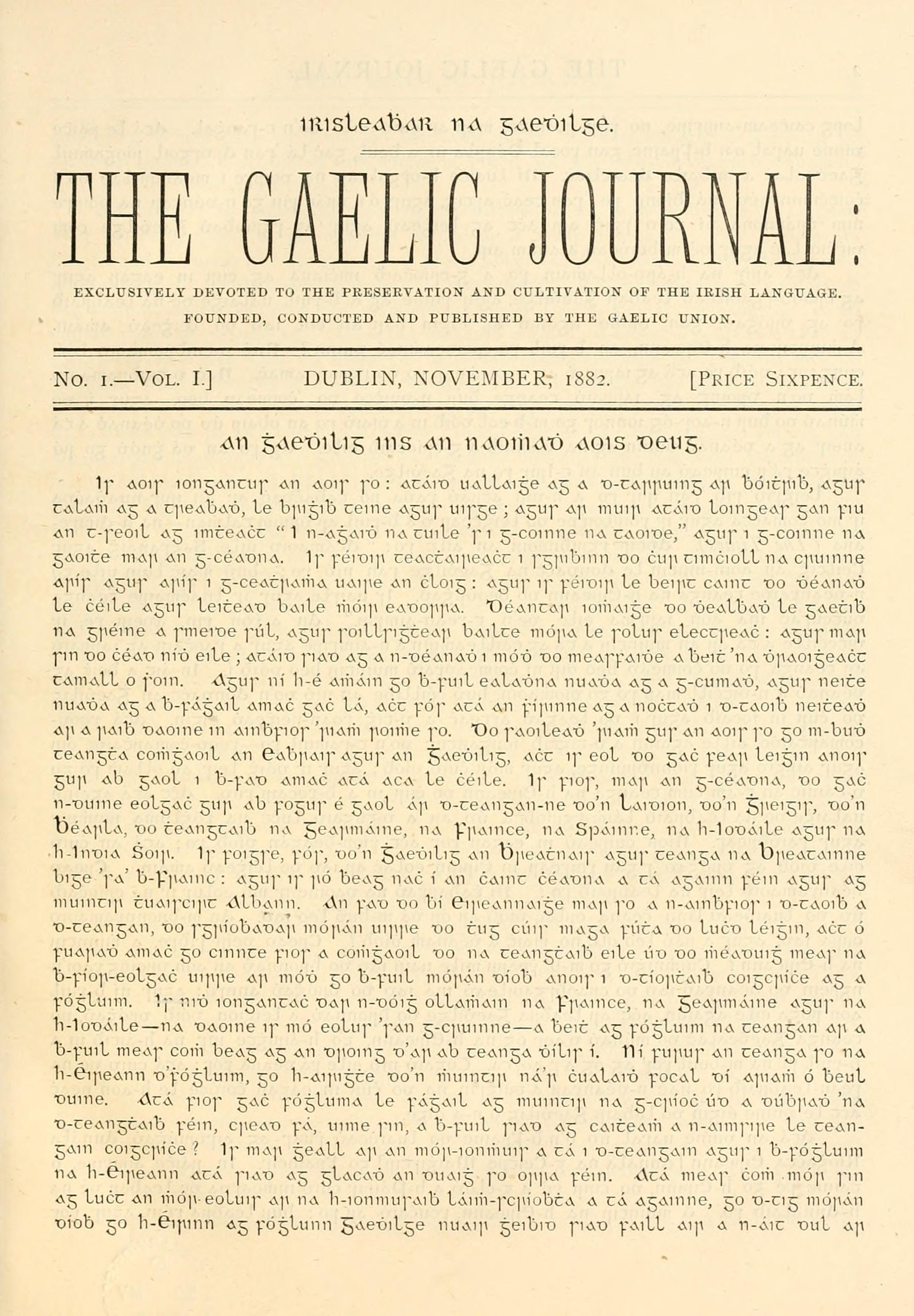
蓋爾語雜誌是蓋爾語復興運動的早期刊物

盖尔语复兴是指十九世纪末期，爱尔兰人為復興爱尔兰语（也称盖尔语） 而發起的運動。
愛爾蘭被英國長期統治後，愛爾蘭本土說爱尔兰语的人越來越少，只有偏远的农村地区的人還在說愛爾蘭語，而英语则成为爱尔兰大部分地区的主流语言。
十九世纪初，一些人就對恢復說愛爾蘭語有兴趣。1876年爱尔兰语保护协会成立。1880年，盖尔语联盟（Gaelic Union）成立。
1893年，蓋爾聯盟成立。该組織的目标是推动學校教授爱尔兰语、鼓励人們在日常生活中多說爱尔兰语，以及減緩盎格魯化的速度。